# Pantin Pantine

Pantin Pantine est un conte musical d'Allain Leprest et Romain Didier raconté par Jean-Louis Trintignant.

## Historique
Pantin Pantine est un projet créé par Gérard Lefèbvre, ancien Directeur du Conservatoire national de musique de Bourgoin-Jallieu qui, en 1997, passait commande à Romain Didier d'un ouvrage qui puisse être chanté par des enfants et interprété à l'orchestre par des élèves de conservatoires. Immédiatement séduit par cette idée, Romain Didier accepta et demanda à son complice Allain Leprest d'en écrire l'histoire et les textes.
Ce conte, édité en 1998 chez Disney Entreprise / Eden Rock, est réédité en 2005 chez Le Chant du Monde / Harmonia Mundi.
Après 19 ans d'existence, ce conte jouit toujours d'une popularité notable car il est joué chaque année à travers la France par les conservatoires et associations et a même réussi à s'exporter dans d'autres pays francophone tel que le Canada.
Ce conte a peut-être été inspiré à Leprest par la vie de Coluche[réf. nécessaire].

## Distinctions
- 4 clés Télérama ;
- Nommé « Grand Prix du disque » aux Victoires de la musique[1].

## Synopsis
Un petit garçon, mi-ange mi-diablotin, du nom de Pantin, qui n'est « ni plus ni moins extraordinaire que les autres », transforme par son absence la vie de ceux qui l'ont connu. Pantin partageait toujours tout ce qu'il avait : ses carambars, ses sandwiches, son cœur et le ciel bleu… Mais il avait une sale manie : il roulait trop vite à vélo. Un matin de pluie, il disparaît dans un accident de vélo, devant son école. Son âme s'échappe alors de son corps et il rencontre un Passeur, prêt à le faire passer dans l'au-delà ; cependant, il va rester encore un peu, ses amis (les p'tits Pantins) ou ses ennemis (les Corbeaux) se recueillant ou se moquant de sa dépouille. Il va ainsi découvrir qu'il pouvait aller non seulement trop vite à vélo, mais parfois aussi en amitié, en gourmandise, en tendresse…
Les premiers, forts du souvenir de leur copain disparu, vont tenter d'amener les Corbeaux à leurs beaux sentiments et les convaincre des valeurs de partage et de solidarité.

## Pistes
1. Ouverture, 1 min 23 s
2. Canon, 40 s
3. Les p'tits vélos, 1 min 32 s
4. Pia pia pia, 2 min 44 s
5. La chanson des corbeaux, 2 min 11 s
6. Le p'tit bal des vélos cassés, 3 min 17 s
7. On peut tout couper en deux, 3 min 19 s
8. Piailler ailleurs, 2 min 58 s
9. Adieu Pantine, 2 min 29 s
10. La chanson des corbeaufs, 2 min 36 s
11. Devenir grands, 1 min 43 s
12. Corbeau, Corbelle, 2 min 16 s
13. Chanson d'abordage, 1 min 43 s
14. La défroque des corbeaux, 3 min 26 s
15. Et zut et crotte, 1 min 6 s
16. Les p'tits vélos (reprise), 1 min 9 s
17. Le p'tit bal des vélos cassés (instrumental), 1 min 38 s